# Södermanlands runinskrifter 333
Runinskrift Sö 333 är en runsten som står intill Ärja ödekyrka vid Ärja by i Åkers socken och nordväst om Mariefred. En skylt finns vid Strängnäsvägen. Runstenen står omnämnd i Johan Peringskiölds rapport från hans sörmländska resor åren 1684-1686 och han uppger att kyrkan redan då övergivits och blivit raserad. Runinskriften är daterad till perioden 1010 till 1050.

## Inskrift
Translitterering av runraden:
: amuit · rsti · sina · þina · yti · suna · sina · rnulfu/unulfu · aku · hrenki bruþur · sena · uarþi · uti · terebina · i · kalmarna · sutuma · furu · afu · skani ×× eski · rsti · runa · þasi ×
Normalisering till runsvenska:
Amundi(?) ræisti stæin þenna æftiʀ sun sinn ʀunulf/Unnulf ok Hring(?), broður sinn. Varð uti drepinn i Kalmarna sundum, foru af Skanøy. Æskell/Æsgæiʀʀ risti runaʀ þaʀsi.
Översättning till nusvenska:
Amunde reste denna sten efter sin son Runulv och (efter) Ring, sin broder. (Han) blev dräpt uti Kalmarsund, (då de) foro från Skåne. Eskil ristade dessa runor.
Ornamentiken är en ormslinga som löper utmed stenens yttre kanter. Runristaren Eskils namn står innanför den ordinarie slingan. Runorna ger en intressant berättelse om ett dråp som utspelades vid Kalmarsund under en resa från Skåne. Två kända ortnamn har alltså kommit på pränt efter denna tragiska händelse och det är första gången Kalmarsund finns belagt i skrift. Stenen saknar det kristna korset.

### Fotnoter
1. 1 2  ”Sö 333”. Runinskrifter.net. Arkiverad från originalet den 7 mars 2021. https://web.archive.org/web/20210307115953/https://www.runinskrifter.net/signum/S%C3%B6/333. Läst 5 december 2016.
2. 1 2  Samnordisk runtextdatabas, Sö 333 $, 2014
3. ↑  Runstenar i Södermanland, Södermanlands museum, 1984, sid 109, red. Ingegerd Wachtmeister, ISBN 91-85066-52-4